# 林彥俊
林彦俊（英語：Evan Lin，1995年8月24日—），台灣歌手及演員。
2018年他在《偶像練習生》中脫穎而出，以男團NINE PERCENT成員身份開始演藝生涯。2019年，他推出首張個人迷你專輯《剛好的傷口》。

## 早年
1995年，林彥俊生於海南海口，父親是台灣商人，母親是江西人，曾為航空公司空服員。三個月大的時候，他跟隨家人到台南生活。因父親經商的關係，七歲開始輾轉於兩岸生活，曾於台灣、江西、廣州等地求學，讀過七間小學，青少年邁入成人時光則在廣州度過。高中自江西轉學廣州中等專業學校2011級酒店管理專業，2014年畢業後就讀廣東外語外貿大學英文系一年級。林彥俊會說國語、閩南語、粵語、英語和少許韓語。
他從小喜歡音樂和表演，然而礙於家庭因素，一直沒有機會接受專業的訓練。自述大一時，在廣州曾被JYP娛樂星探相中，邀請他赴韓當練習生，然因已經準備休學回台灣服兵役，所以放棄。

## 職業生涯

### 練習生
服完四個月兵役後，林彥俊2015年6月再度報名TPI台灣練習生徵選，在8月決選被錄取，但父母並不支持，為此糾結半年。2016年3月他被告知公司將成立男團M.O.B準備出道，且社長阿沁要求他辭掉工作及暫停學業安排，他因此從學校退學，開始演藝事業。
隨後2016年11月15日，在退團練習生劉子銘的Facebook中，見到他和劉子銘及同團四名成員共同拍影片控訴、發表聲明，指公司實際給予的資源和培訓與當初承諾不符，在得知準備出道後就陷入無止盡的空窗期。
2016年12月20日，林彥俊通過由中國香蕉娛樂主辦的TRAINEE 18全球練習生招募計劃總決選，成為該公司旗下練習生，於上海接受訓練。

### NINE PERCENT
2018年1月，林彥俊參與愛奇藝偶像男團競演養成類真人秀《偶像練習生》。4月6日於《偶像練習生》第十二期總決賽中擔任「It's OK」表演的C位，並以總票數12,131,367票衝進前九，獲得該節目第五名，作為限定九人男團NINE PERCENT成員出道。

### 個人事業
2018年8月29日，林彥俊宣布成立個人工作室。
2019年1月7日，他推出首張個人迷你專輯《剛好的傷口》；該專輯發表於音樂串流平台後，以28秒突破人民幣300萬元之銷售額，創下QQ音樂6項銷量認證紀錄。
2020年4月，他加盟索尼音樂。 同年6月，他首次參演影視作品，在《一見傾心》飾演少帥徐光耀。 同年9月，於《原来我很爱你》飾演男主角蘇念衾。
2022年6月，官宣首次參與音樂劇，在《我在時間盡頭等你》飾演林格，將在8月於北京首場演出。
2024年3月14日，林彥俊為《謝謝你温暖我》電視劇獻唱的插曲《還有時間》上線。

## 音樂作品

### 迷你專輯
| 專輯 # | 專輯資料                                                                        | 曲目              | 作詞          | 作曲              | MV          |
| 1st    | 《剛好的傷口》 - 發行日期：2019年1月7日 - 發行方式：數位 - 唱片公司：永稻星娛樂 | 剛好的傷口        | 周興哲/吳易緯 | 周興哲            | YouTube上的 |
| 1st    | 《剛好的傷口》 - 發行日期：2019年1月7日 - 發行方式：數位 - 唱片公司：永稻星娛樂 | YOU               | 吳易緯/林彥俊 | EARATTACK/Larmòók |             |
| 2nd    | 《ESCAPE.》 - 發行日期：2019年4月12日 - 發行方式：數位 - 唱片公司：永稻星娛樂   | Get Outta My Head | 林彥俊        | 梁根榮            |             |
| 2nd    | 《ESCAPE.》 - 發行日期：2019年4月12日 - 發行方式：數位 - 唱片公司：永稻星娛樂   | Over You          | 林彥俊/蕭永中 | 林彥俊            |             |

### 單曲
| 單曲 #      | 單曲資料 | 曲目                            | 作詞                                              | 作曲                                                           | MV           | 備註                         |
| 1st         | 《對手》 - 發行日期：2019年8月24日 - 發行方式：數位 - 唱片公司：永稻星娛樂                                                                                 | 1. 對手 2. 對手 (Inst.)         | 崔惟楷                                            | KZ/Kim/Tae Yeong                                               | YouTube上的  |                              |
| 2nd         | 《Like a Star》 - 發行日期：2019年9月26日 - 發行方式：數位 - 唱片公司：永稻星娛樂                                                                          | Like a Star                     | 林彥俊                                            | 梁根榮/林彥俊                                                  |              | 收錄於團體專輯《限定的記憶》 |
| 3rd         | 《You Are So Beautiful》 - 發行日期：2020年4月16日 - 發行方式：數位 - 唱片公司：索尼音樂                                                                   | You Are So Beautiful            | 李焯雄                                            | 陳熙                                                           |              | 翻唱莫文蔚                   |
| 4th and 5th | 《幸福，觸手可及！》電視劇片頭曲/插曲 - 發行日期：2020年5月20日 - 發行方式：數位 - 唱片公司：春曼                                                          | 最好的安排                      | 焦東/冪雅                                         | 黃鈞澤C-JAY                                                    |              | 片頭曲                       |
| 4th and 5th | 《幸福，觸手可及！》電視劇片頭曲/插曲 - 發行日期：2020年5月20日 - 發行方式：數位 - 唱片公司：春曼                                                          | 盛夏(林彥俊/薛明媛)             | 林喬/零                                           | 黃鈞澤C-JAY                                                    |              | 插曲                         |
| 6th         | 《Say So (feat. Evan Lin)》 - 發行日期：2020年10月13日 - 發行方式：數位 - 唱片公司：索尼音樂                                                               | Say So                          | Amala Zandile Dlamini/Lydia Asrat/Lukasz Gottwald | Amala Zandile Dlamini/Lydia Asrat/Lukasz Gottwald              |              | 與Doja Cat                   |
| 7th         | 《原來我很愛你》電視劇片頭曲 - 發行日期：2021年8月3日 - 發行方式：數位 - 唱片公司：韶愔音樂                                                                | 遇到你（林彥俊/萬鵬）           | 林喬/高瑩/莫荔                                    | 高瑩                                                           |              |                              |
| 8th         | 《休息之道 Turn Off》 - 發行日期：2021年8月5日 - 發行方式：數位 - 唱片公司：索尼音樂                                                                       | 休息之道 Turn Off               | 林彥俊/段思思                                     | mOnSteR nO.9/唐達                                              |              | 回歸三部曲-1                 |
| 9th         | 《原來我很愛你》電視劇主題曲 - 發行日期：2021年8月12日 - 發行方式：數位 - 唱片公司：韶愔音樂                                                               | 原來我很愛你                    | 李冠群                                            | 張與辰                                                         | 原来我很爱你 |                              |
| 10th        | 《在飛翔與迷失之間 (LOST)》 - 發行日期：2021年9月16日 - 發行方式：數位 - 唱片公司：索尼音樂                                                                | 在飛翔與迷失之間 (LOST)         | 林彥俊/劉愉露                                     | Kim Woosung, Lee Hajoon, Lee Jaehyeong, Park Dojoon (The ROSE) |              | 回歸三部曲-2                 |
| 11st        | 《别待了 Stay No More》 - 發行日期：2022年3月31日 - 發行方式：數位 - 唱片公司：索尼音樂                                                                    | 别待了 Stay No More             | 林彥俊/段思思                                     | Jovany Barreto/Pablo Valda/Evan Berard/Mugisho Nhonzi          |              | 回歸三部曲-3                 |
| 12nd        | 音樂劇《我在時間盡頭等你》主題曲 - 發行日期：2022年8月12日 - 發行方式：數位 - 唱片公司：北京花樣青春文化有限公司                                           | 愛情從遺忘開始                  | 朴海琳、李文賢                                    | 閔燦弘                                                         |              |                              |
| 13th        | 音樂劇《我在時間盡頭等你》音樂劇唱段（林彥俊&潘藝琳） - 發行日期：2023年2月14日 - 發行方式：數位 - 唱片公司：當然有戲文化有限公司/北京青春繁花音樂有限公司 | 沿著破舊的表鏈（林彥俊/潘藝琳） | 朴海琳、李文賢                                    | 閔燦弘                                                         |              |                              |
| 14th        | 《謝謝你溫暖我》電視劇插曲 - 發行日期：2024年3月10日 - 發行方式：數位 - 唱片公司：北京天浩盛世娛樂文化有限公司                                             | 還有時間                        | 瀟彬                                              | Daryl K 王凱玉                                                 |              | 插曲                         |

### TRAINEE 18時期
| 發布時間      | 曲目              | 備註               |
| 2018年1月22日 | 《Rock the Show》 | TRAINEE 18畢業單曲 |

## 電視劇
| 首播年份 | 播放日期 | 劇名         | 角色        | 備註       |
| 2021年   | 8月3日   | 原来我很爱你 | 蘇念衾/一今 | 第一男主角 |
| 2021年   | 11月9日  | 一見傾心     | 徐光耀      | 第二男主角 |

## 音樂劇
| 演出年份 | 演出日期 | 劇名                 | 角色 | 演出地點             |
| 2022年   | 8月10日  | 《我在時間盡頭等你》 | 林格 | 北京天橋藝術中心     |
| 2022年   | 8月12日  | 《我在時間盡頭等你》 | 林格 | 北京天橋藝術中心     |
| 2022年   | 8月13日  | 《我在時間盡頭等你》 | 林格 | 北京天橋藝術中心     |
| 2022年   | 8月14日  | 《我在時間盡頭等你》 | 林格 | 北京天橋藝術中心     |
| 2022年   | 8月19日  | 《我在時間盡頭等你》 | 林格 | 深圳光明文化藝術中心 |
| 2022年   | 8月20日  | 《我在時間盡頭等你》 | 林格 | 深圳光明文化藝術中心 |
| 2022年   | 8月27日  | 《我在時間盡頭等你》 | 林格 | 佛山大劇院           |
| 2022年   | 9月2日   | 《我在時間盡頭等你》 | 林格 | 廣東省友誼劇院       |
| 2022年   | 9月3日   | 《我在時間盡頭等你》 | 林格 | 廣東省友誼劇院       |
| 2022年   | 9月4日   | 《我在時間盡頭等你》 | 林格 | 廣東省友誼劇院       |
| 2022年   | 9月11日  | 《我在時間盡頭等你》 | 林格 | 杭州大劇院           |
| 2022年   | 9月12日  | 《我在時間盡頭等你》 | 林格 | 杭州大劇院           |
| 2023年   | 3月30日  | 《我在時間盡頭等你》 | 林格 | 上海文化广场         |
| 2023年   | 3月31日  | 《我在時間盡頭等你》 | 林格 | 上海文化广场         |

## 綜藝節目

### 固定綜藝節目
| 年份 | 日期                     | 播放平台 | 節目名稱             | 集數 | 備註                           |
| 2018 | 1月19日－4月6日          | 愛奇藝   | 偶像練習生           | 12   | 偶像男團競演養成類真人秀節目   |
| 2018 | 6月15日 - 6月29日        | 愛奇藝   | NINE PERCENT花路之旅 | 3    | NINE PERCENT美國集訓紀錄片     |
| 2018 | 9月26日 - 12月5日        | 愛奇藝   | 咕噔咕噔banana       | 11   | 香蕉男團，組團到訪德國集體遊學 |
| 2018 | 10月27日 - 2019年1月12日 | 芒果TV   | 野生廚房             | 12   | 自駕美食探尋節目               |
| 2018 | 12月27日 - 2019年3月14日 | 愛奇藝   | 小姐姐的花店         | 12   | 花店經營體驗真人秀節目         |
| 2019 | 10月10日 - 12月12日      | 愛奇藝   | 限定的記憶           | 11   | NINE PERCENT團體綜藝           |

### 綜藝節目
| 年份 | 日期     | 播放平台 | 節目名稱       | 備註                                                   |
| 2018 | 6月2日   | 湖南衛視 | 快樂大本營     | 林彥俊與尤長靖合體演唱林彥俊的原創作品《等待整個冬天》 |
| 2018 | 6月22日  | 浙江衛視 | 奔跑吧         | 隨NINE PERCENT與跑男兄弟團互撕名牌                     |
| 2018 | 10月19日 | 愛奇藝   | 中國音樂公告牌 | 林彥俊帶來歌曲《You》                                  |
| 2019 | 2月2日   | 湖南衛視 | 快樂大本營     |                                                        |
| 2019 | 3月17日  | 湖南衛視 | 天天向上       |                                                        |
| 2020 | 5月16日  | 湖南衛視 | 快樂大本營     | 林彥俊現場演唱歌曲《You Are So Beautiful》             |

## 演唱會

### 演出
| 年份 | 日期    | 城市 | 名稱                     |
| 2018 | 8月24日 | 北京 | 林彦俊「我·23」生日會    |
| 2019 | 1月29日 | 湖南 | 湖南衛視春節聯歡晚會     |
| 2019 | 3月25日 | 上海 | 第26屆東方風雲榜音樂盛典 |
| 2019 | 4月20日 | 廣州 | 林彥俊新歌分享會         |
| 2019 | 4月21日 | 成都 | 林彥俊新歌分享會         |
| 2019 | 8月3日  | 上海 | 香蕉家族《我們的演唱會》 |

## 獎項
| 年份 | 名稱                     | 獎項                 | 作品           |
| 2019 | 第26屆東方風雲榜音樂盛典 | 港台地區最佳新銳歌手 |                |
| 2019 | 第26屆東方風雲榜音樂盛典 | 港台地區最受歡迎EP   | 《剛好的傷口》 |
| 2019 | 微博明星勢力榜           | 年度新星             |                |
| 2019 | COSMO時尚美麗盛典        | "傳承·美"年度人物    |                |
| 2020 | QQ音樂撲通心動表彰大會   | 年度Young Star       |                |

## 外部連結
- 林彥俊的新浪微博
- 林彥俊的Instagram帳戶
- 林彥俊 Youtube官方頻道
- 林彥俊工作室的新浪微博